# Pagaran Julu II
Pagaran Julu II is een bestuurslaag in het regentschap Padang Lawas Utara van de provincie Noord-Sumatra, Indonesië. Pagaran Julu II telt 31 inwoners (volkstelling 2010).